# Stray Kids (série de televisão)
Stray Kids (hangul: 스트레이 키즈) é um reality show de 2017 criado pela JYP Entertainment e pela Mnet. É um projeto de estreia de ídolo masculino com o conceito de "trainees VS JYP" para os trainees ganharem sua "sobrevivência". Foi ao ar pela Mnet de 17 de outubro a 19 de dezembro de 2017 às terças-feiras às 23:00(KST), tendo no total 10 episódios.

## Fundo e conceito
No final de julho de 2017, foi relatado que a JYP Entertainment, lar dos ídolos masculinos—2PM e Got7, estava sob rumores de estreia de uma nova temporada do reality show de 2015 Sixteen no segundo semestre do ano, no entanto, foi revelado no mês seguinte que a agência lançaria um projeto de estreia para ídolos masculinos com um conceito completamente diferente do Sixteen. O show foi programado para ir ao ar no outono, mas a estreia da line-up final do programa poderia acontecer somente em 2018.
Em vez dos indivíduos "sobreviverem" para se tornar uma equipe, os trainees estariam trabalhando com o objetivo de estrearem juntos. A equipe foi baseada em uma seleção interna e os trainees teriam de criar suas próprias composições para performarem. Eles foram julgados em habilidades individuais e trabalho em equipe com base em missões inesperadas para ganharem a batalha "trainees versus JYP". O programa também mostrou o por-trás-das-câmeras do cotidiano dos trainees e seu showcase realizado em Agosto.
Em 21 de setembro, a JYP revelou o título do programa, Stray Kids, junto com seu logotipo e canais de mídia social. O primeiro teaser de imagens com os nove membros foi revelado em 9 de outubro.

### "Hellevator"
Em 26 de setembro de 2017, um teaser do videoclipe de uma música chamada "Hellevator" foi lançado on-line. A versão completa estava programada para ser lançada em 3 de outubro, mas foi adiada para o dia 6. A música, que foi co-composta e co-escrita pelos membros do 3Racha: (Bang Chan, Seo Chang-bin e Han Ji-sung), foi lançada mais tarde como single digital em 1 de novembro.

## Membros
| Nome           | Hangul   | Data de nascimento               | Notas |
| -------------- | -------- | -------------------------------- | --- |
| Bang Chan      | 방찬     | 3 de outubro de 1997 (27 anos)   | Ele é o líder do grupo. Ele se juntou a JYP em 2010 depois de passar em uma audição na Austrália. Ele costumava treinar com os membros do Got7, Day6 e Twice. |
| Kim Woo-jin    | 김우진   | 8 de abril de 1997 (27 anos)     | Ele foi um trainee da S.M. Entertainment por um ano onde ele costumava treinar com os membros do NCT.                                                         |
| Lee Min-ho     | 이민호   | 25 de outubro de 1998 (26 anos)  | Ele começou a dançar há 4-5 anos atrás. Ele foi um dos dançarinos de apoio para a turnê do BTS.                                                               |
| Seo Chang-bin  | 서창빈   | 11 de agosto de 1999 (25 anos)   | Ele foi trainee por dois anos. |
| Hwang Hyun-jin | 황현진   | 20 de março de 2000 (24 anos)    | Ele foi trainee por dois anos. |
| Han Ji-sung    | 한지성   | 14 de setembro de 2000 (24 anos) | Ele morou e estudou na Malásia. |
| Lee Felix      | 이필릭스 | 15 de setembro de 2000 (20 anos) | Ele nasceu na Austrália. |
| Kim Seung-min  | 김승민   | 22 de setembro de 2000 (24 anos) | Ele entrou para a empresa em 2016 depois de ficar em segundo lugar na 13ª edição do JYPE Open Audition.                                                       |
| Yang Jeong-in  | 양정인   | 8 de fevereiro de 2001 (24 anos) | Ele nasceu em Busan. |

- Bang Chan, Seo Chang-bin e Han Ji-sung fazem parte de um grupo chamado 3Racha. O trio lançou várias auto-composições de mixtapes que foram lançadas on-line.[17]

### Eliminação
Lee Min-ho e Lee Felix foram eliminados do grupo no quarto e oitavo episódio, respectivamente, mas ambos foram trazidos de volta no nono episódio.

## Episódios

### Episódio 1 (17 de outubro de 2017)
No primeiro episódio, a JYPE decidiu determinar o novo grupo da empresa competindo a equipe feminina de trainees chamada 2team contra membros selecionados da equipe de trainees do sexo masculino chamada Male Project Team—criada pelo trainee de longa data Bang Chan. Ambas as equipes receberam elogios, no entanto, Park Jin-young em última análise, escolheu a equipe Male Project Team como o vencedor, devido ao seu trabalho em equipe.

### Episódio 2 (24 de outubro de 2017)
A primeira missão foi revelada: Os nove membros foram desafiados a compor sua própria música e a apresentar uma performance para determinar se poderiam estrear todos juntos ou se uma eliminação seria inevitável. Uma semana antes da performance, os outros membros começaram a se mudar para o dormitório do grupo. Depois que eles se instalaram no dormitório, o grupo foi ao fliperama para passar algum tempo livre. No Centro de Treinamento da JYPE, o grupo selecionou a música que usariam para a avaliação da missão e começaram a pratica-lá. No dia da avaliação, o grupo anunciou seu nome, Stray Kids, e sua música intitulada "Hellevator". Após a apresentação, Park Jin-young elogiou a letra da música, o arranjo e a melodia, embora tenha mencionado que o refrão é alto demais para cantores do sexo masculino. Houve membros que não atenderam ao padrão e expectativa de Park, o que levou a uma rodada de eliminação.

### Episódio 3 (31 de outubro de 2017)
Min-ho, Jeong-in e Hyun-jin estavam em risco de eliminação. Depois de dar críticas, Park reajustou as partes dos membros em "Hellevator". Para a próxima missão de avaliação, eles foram encarregados de dividir o grupo em três equipes para um performances de palco onde os grupos faria um: "3:3:3". Os membros decidiram seus próprios companheiros de equipe: Min-ho escolheu Felix e Chang-bin, Hyun-jin escolheu Seung-min e Chan, e Jeong-in escolheu Woo-jin e Ji-sung. Cinco dias antes da apresentação, as equipes ficaram um dia de folga. A equipe de Min-ho foi ao Hangang Park para almoçar, A equipe de Hyun-jin foi para um centro de boliche, e a equipe de Jeong-in foi a uma sala de karaokê. Durante o episódio, as filmagens do videoclipe de "Hellevator" também foram mostradas.

### Episódio 4 (7 de novembro de 2017)
As três equipes mostraram suas apresentações aos outros membros para comentários e conselhos. Na segunda missão de avaliação, A equipe de Hyun-jin foi a primeira a se apresentar com a música "4419", baseada em suas experiências enquanto andavam no ônibus 4419 em Seul. Park elogiou seu desempenho geral. A equipe de Min-ho cantou uma música intitulada "Glow", com letras sobre um time que trabalha bastante até o amanhecer. Chang-bin recebeu elogios, mas Felix foi criticado por não ser confiante, enquanto Min-ho errou a letra da música durante a apresentação. A equipe de Jeong-in se apresentou com a música "School Life" com letras sobre os dias dos alunos e uma ligeira rebelião. Ji-sung e Woo-jin receberam elogios, embora Park tenha apontado sua falta de presença no palco e habilidades de dança, respectivamente. Jeong-in foi criticado por suas habilidades de rap e dança. Jeong-in, Felix e Min-ho estavam em risco de serem eliminados. No final, Min-ho foi eliminado do grupo.

### Episódio 5 (14 de novembro de 2017)
Park observou que as habilidades de Min-ho ainda estavam faltando devido ao menor período de treinamento comparado aos outros membros. Stray Kids ficou com oito membros. Poucos dias após a eliminação, Park reuniu o grupo para uma palestra e uma lição sobre os pontos a serem lembrados na realização de seus sonhos. Depois, o grupo recebeu férias especiais em Gangneung. Eles foram para o mar, comeram no mercado central e brincaram de revezamento patinando na pista de gelo. À noite, eles acamparam e começaram um bate-papo em grupo sobre a missão mais difícil que passaram até agora, a pessoa que eles mais eram gratos e falaram sobre Min-ho. No final, eles assistiram a uma mensagem de vídeo de Min-ho.

### Episódio 6 (21 de novembro de 2017)
Park revela a terceira missão: "JYP vs. YG", semelhante ao confronto de trainees das agências que aconteceu em 2013 no reality show Win: Who is Next. Uma semana antes da batalha, o grupo escolheu seus representantes para as equipes de batalha vocal, dança e batalha livre. Para a equipe vocal, eles precisavam cantar uma música de um grupo feminino da outra agência. Chan, Woo-jin, Ji-sung, e Jeong-in escolheram "As If It's Your Last" do Black Pink. Eles trabalharam em uma versão remix da música para se adequar ao conceito do Stray Kids. 3Racha preparou uma performance de rap intitulada "Matryoshka", sobre bonecas tradicionais da Rússia. No dia da batalha, eles foram para a sede da YG Entertainment, onde conheceram os trainees da agência pela primeira vez, incluindo Bang Ye-dam do K-pop Star 2. Na rodada de batalha livre, Chang-bin e Ji-sung se apresentaram com "Matryoshka" sem Chan. Yang Hyun-suk e Park elogiaram seu desempenho. Bang Ye-dam da YG cantou "There's Nothing Holdin' Me Back" do Shawn Mendes e recebeu elogios de Park.

### Episódio 7 (28 de novembro de 2017)
A Equipe vocal do Stray Kids, menos o Jeong-in, cantaram "As If It's Your Last" e terminaram a apresentação sem erros. A Equipe vocal da YG apresentaram uma versão remix de "Why So Lonely" do grupo Wonder Girls e no geral receberam elogios. Na batalha de dança, Stray Kids apresentou uma performance de palco original e única, enquanto os trainees da YG se apresentaram e receberam elogios e algumas dicas de Park. Poucos dias depois da terceira missão, Park convida o Stray Kids para um brunch e revela a próxima missão: um evento de busking. Eles então foram para Hongdae para saber mais sobre busking. Os membros se prepararam para o próximo evento enquanto Jeong-in e Felix estavam se preparando para não serem eliminados.

### Episódio 8 (5 de dezembro de 2017)
Foi definido que o evento de busking do Stray Kids, iria ser realizado em Sincheon. Jun.K do 2PM e Rado do Black Eyed Pilseung foram convidados a assistir ao busking como ouvintes misteriosos de Park. BamBam e Yugyeom do Got7 e Sungjin e Young.K do Day6 também participaram do evento. Stray Kids se apresentou com "Hellevator", "School Life" e uma nova música intitulada "Yayaya". Park criticou as performances—afirmando que a vocalização de Chan não parecia estável, Woo-jin estava irreconhecível como vocal principal e com falta de habilidade de dança, A pronúncia de Hyun-jin ainda estava faltando, e Felix cometeu um erro de dança durante a apresentação de "Yayaya" e seu rap não se destacou por causa de sua dificuldade na língua coreana. Hyun-jin, Woo-jin e Felix foram escolhidos para uma possível eliminação. No final, Felix foi eliminado.

### Episódio 9 (12 de dezembro de 2017)
Para a missão final, foi anunciado por Park que haveria uma transmissão ao vivo e votação ao vivo. Após o anúncio, eles reorganizaram a coreografia para combinar com os sete membros restantes. O amigo de Chan, BamBam do Got7, visitou o Centro de treinamento da JYPE depois eles saíram para comer e BamBam deu conselhos ao Chan. Enquanto isso, alguns membros tiveram um treinamento vocal: Seung-min cantou "Stitches" do cantor Shawn Mendes, Woo-jin estava praticando sua vocalização e cantou "Lost Stars" do cantor Adam Levine. Hyun-jin cantou "MM" na frente de seu treinador de rap, então Chang-bin o ajudou a vocalizar. Jeong-in cantou "Impossible", do James Arthur. Enquanto praticavam a coreografia, JB e Jinyoung do Got7 os visitaram no centro de treinamento. Eles deram conselhos aos membros para a transmissão ao vivo e comentaram sobre sua versão com sete membros de "Yayaya". Na sede da JYPE, eles gravaram sua nova música intitulada "Young Wings" com o compositor 1take. A próxima cena foi uma semana antes da gravação, quando Park chamou Min-ho e Felix de volta e deu a eles uma segunda chance de fazer parte do grupo. Foi então revelado que os trainees a serem exibidos na transmissão ao vivo seriam de sete membros contra a versão de nove membros da música para determinar a formação final.

### Episódio 10 (19 de dezembro de 2017)
Uma transmissão ao vivo foi feita pela CJ E&M Ilsan Studio em 19 de dezembro. Kim Il-joong serviu como apresentador para o show. Uma votação nacional foi realizada para determinar se o Stray Kids iria estrear como um grupo de sete ou nove membros. A versão com sete membros de "Yayaya" e "Young Wings" foi apresentada primeiro. Park fez comentários positivos nas duas primeiras apresentações. Min-ho e Felix se juntaram ao grupo e apresentaram a versão com nove membros de "Hellevator", "School Life" e uma nova música intitulada "Grrr". Jun.K do 2PM fez uma apresentação especial. A votação ao vivo terminou com 96% a favor do grupo com nove membros. Park comentou: "Um robô não tem erros, mas um robô e um humano são diferentes. Quando vejo a apresentação com nove membros, ainda vejo falhas em vocês dois. Mas quando todos os nove se apresentam, as expressões estão vivas. Parabéns, vocês irão estrear como nove".

## Resultado
Todos os nove membros do Stray Kids debutaram oficialmente em Março de 2018 com o lançamento de seu EP intitulado I Am Not.